# James Stuart Blackton

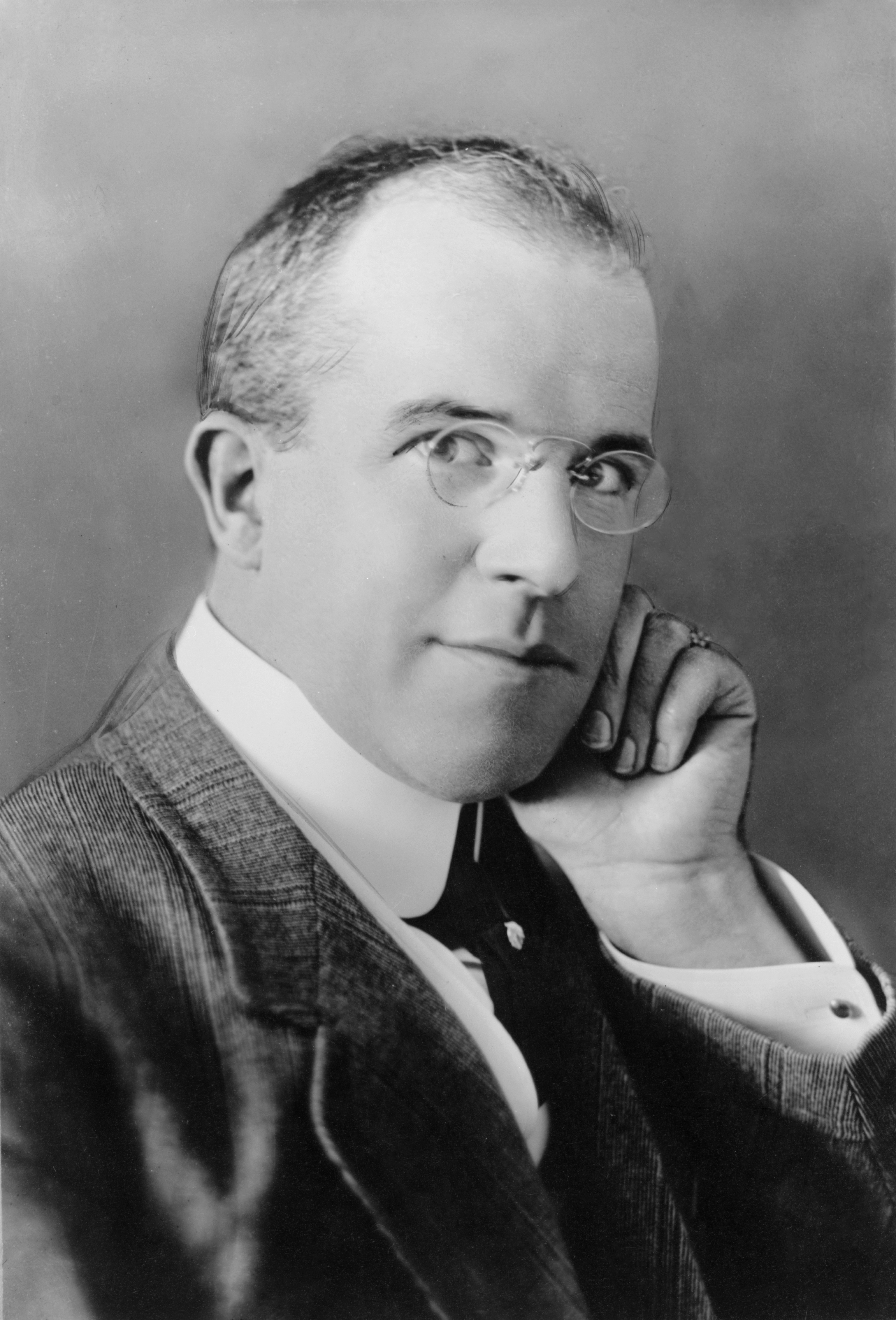
James Stuart Blackton, 1912

James Stuart Blackton (oft J. Stuart Blackton; * 5. Januar 1875 in Sheffield, Yorkshire; † 13. August 1941 in Hollywood, Kalifornien) war ein britisch-US-amerikanischer Karikaturist, Filmproduzent, Regisseur und Pionier des Animationsfilms.

## Leben
Blackton wurde in England geboren und wanderte mit seiner Familie nach New York City aus, als er zehn Jahre alt war. Ab 1894 trat er, wenig erfolgreich, gemeinsam mit Albert E. Smith und Ronald A. Reader als Cartoonist und Geschichtenerzähler in Vaudeville-Theatern auf. Blackton verdiente sein Geld hauptsächlich als Reporter und Zeichner für die Zeitung New York Evening World. Für eine öffentliche Präsentation von Thomas Edisons Filmprojektor Vitascope im Jahr 1896 sollte er den Erfinder interviewen und Zeichnungen anfertigen. Edison zeigte ihm seine Filmproduktionsstätte Black Maria und produzierte zur Vorführung einen kurzen Film, den er gleich mitsamt einigen anderen Filmen an Blackton verkaufte.

## Die ersten eigenen „Trickfilme“
Zur Vorführung vor seinem Vaudeville-Publikum erwarb Blackton einen Vitascope-Apparat. Er gründete 1897 mit Albert E. Smith die Vitagraph Company of America zur Produktion eigener Filme. Schnell entwickelte sich Vitagraph zu einem finanziell erfolgreichen Unternehmen und Blackton konnte es sich leisten, spontane Ideen auszuprobieren. Ebenso wie bereits Georges Méliès in Frankreich begann er zunächst mit dem Stopptrick zu experimentieren, bei dem die Kamera angehalten, eine kleine Veränderung im Bild vorgenommen und dann die Filmaufnahme fortgesetzt wird. Er kombinierte erstmals 1900 in The Enchanted Drawing diese Entdeckung mit eigenen Zeichnungen. Weitere Filmtrickelemente, die Blackton gemeinsam mit Smith anwendete, waren Überblendungen und Mehrfachbelichtungen.
Die Weiterentwicklung zur Stop-Motion-Technik entstand etwa um 1905 während des Filmens einer Serie von Stopptrickaufnahmen. Blackton wandte dieses Prinzip bis zur letzten Konsequenz an, indem durch Aneinanderreihung von Einzelaufnahmen die Illusion von Bewegung erzeugt wird, ohne dass tatsächliche Bewegung mit einer konstanten Anzahl von Bildern pro Sekunde aufgezeichnet wurde. Zu den ältesten Filmen, die auf dieser Technik basieren, gehören Blacktons Humorous Phases of Funny Faces und The Haunted Hotel.
1908 schuf Blackton die erste amerikanische Leinwand-Adaption von Romeo und Julia und bis 1912 entstanden zahlreiche weitere Shakespeare-Verfilmungen unter seiner Regie und Produktion. Weitere wichtige Werke Blacktons waren Verfilmungen von Uncle Tom’s Cabin und dem Cartoon Little Nemo, gemeinsam mit Winsor McCay.
1915 war er Mitgründer des US-amerikanischen Produzentenverbands AMPPA; 1917 verließ Blackton Vitagraph, um sich selbstständig zu machen. 1921 reiste er nach England und drehte dort drei Kostümdramen, doch kehrte er 1923 als Juniorpartner von Albert E. Smith wieder zurück in die Vereinigten Staaten. 1926 verkaufte Smith die Vitagraph Company gewinnbringend an Warner Brothers. Blackton konnte bis zum Börsencrash 1929, der seine Ersparnisse vernichtete, gut von seinem Anteil leben. Den Rest seines Lebens verbrachte er mit dem Vorführen seiner alten Filme und arbeitete für die Anglo American Film Company. Er starb bei einem Autounfall in Hollywood.

## Filmografie (Auswahl)
Kurzfilme
- 1898: The Burglar on the Roof
- 1898: Tearing Down the Spanish Flag
- 1900: Happy Hooligan
- 1900: The Enchanted Drawing
- 1900: Hooligan assists the Magician
- 1901: Miniature Railway (Dokumentation)
- 1901: Panoramic View of Boston Subway from an Electric Car (Dokumentation)
- 1902: Happy Hooligan, Nothing But Fun
- 1903: Hooligan’s Christmas Dream
- 1905: Adventures of Sherlock Holmes; or, Held for Ransom
- 1905: A Gentleman of France
- 1906: A Modern Oliver Twist
- 1906: Humorous Phases of Funny Faces
- 1906: The San Francisco Earthquake (Dokumentation zum San-Francisco-Erdbeben von 1906)
- 1906: The Automobile Thieves
- 1907: Das Spukhotel (The Haunted Hotel)
- 1908: The Thieving Hand
- 1908: Salome
- 1908: The Elf King: A Norwegian Fairy Tale
- 1908: Richard III
- 1908: Making Moving Pictures
- 1908: Macbeth
- 1909: The Life of Napoleon
- 1909: The Life of Moses
- 1909: King Lear
- 1910: The Last of the Saxons
- 1911: Ivanhoe[3]
- 1911: Lady Godiva[4]
- 1911: The Death of King Edward III
- 1912: Treasure Island

Stummfilme
- 1922: The Glorious Adventure
- 1923: The Virgin Queen
- 1925: The Happy Warrior
- 1926: Bride of the Storm